# Université Strasbourg-III
Pour les articles homonymes, voir URS.
L’université Robert-Schuman (nom officiel : Strasbourg-III), résulte du découpage de l’université de Strasbourg en trois entités entre 1970 et 2009. Elle a fusionné avec les deux autres universités strasbourgeoises, l'université Louis-Pasteur et l'université Marc Bloch pour former l'université de Strasbourg, le 1er janvier 2009.
Au 1er janvier 2007, elle comptait environ 10 000 étudiants, parmi lesquels environ 2 100 étudiants étrangers. L’université s’intéresse à l’enseignement et à la recherche dans des domaines tels le droit, les sciences politiques et les relations internationales.
L’université intégrait aussi l’Institut universitaire de technologie Robert-Schuman.

## Histoire

### Présidents de l'université
| Identité                             | Période | Période | Durée |
| Identité                             | Début   | Fin     | Durée |
| ------------------------------------ | ------- | ------- | ----- |
| Jean Waline (1933 - 2022)            | 1971    | 1976    | 5 ans |
| Jean Bischoff (d) (né en 1931)       | 1976    | 1980    | 4 ans |
| Robert Kovar (d) (1935 - 2016)       | 1981    | 1983    | 2 ans |
| Jean-Paul Jacqué (d) (né en 1942)    | 1983    | 1990    | 7 ans |
| Gilbert Knaub (d) (né en 1943)       | 1990    | 1995    | 5 ans |
| Christian Mestre (d) (né en 1960)    | 1998    | 2003    | 5 ans |
| Florence Benoît-Rohmer (née en 1952) | 2003    | 2008    | 5 ans |

## Structure

### Unités de formation et de recherche

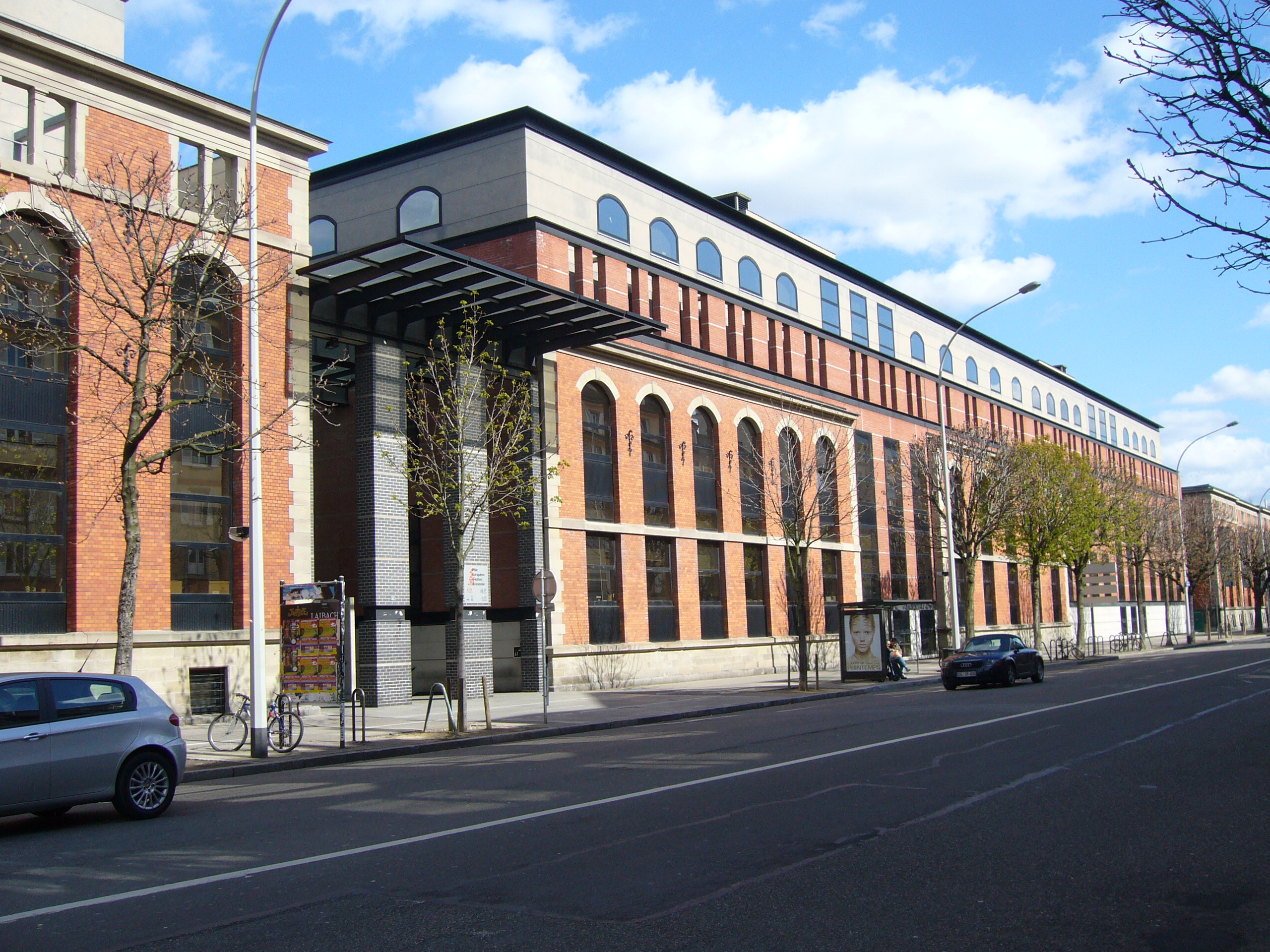
Le pôle européen de gestion et d'économie, avenue de la Forêt-Noire.

- Faculté de droit, sciences politiques et gestion de Strasbourg

### Écoles et instituts
- Centre universitaire d'enseignement du journalisme
- École de Management Strasbourg : issue de la fusion de l'IAE de Strasbourg et de l'Institut européen d'études commerciales supérieures
- Institut d'études politiques de Strasbourg
- Institut de préparation à l'administration générale
- Institut des hautes études européennes (IHEE)
- Institut du travail (IDT)
- Institut universitaire de technologie Robert-Schuman

## Vie étudiante

### Évolution démographique
Évolution démographique de la population universitaire 

| 2000  | 2001  | 2002  | 2003  | 2004  | 2005  | 2006  | 2007   |
| ----- | ----- | ----- | ----- | ----- | ----- | ----- | ------ |
| 8 478 | 8 380 | 8 720 | 9 079 | 9 144 | 9 500 | 9 948 | 10 077 |

## Personnalités liées à l'université

### Professeurs
- Louis Dupeux (1932-2002), historien et germaniste
- Vlad Constantinesco (1942-), juriste
- Yves Déloye (1963), politologue
- Michel Dévoluy (1947-), économiste

### Étudiants
- Liliane Ackermann (1938-2007), écrivaine, scientifique
- Affoussiata Bamba-Lamine (1970-), femme politique ivoirienne
- Jeanne Barseghian (1980-), femme politique française
- Fatou Diome (1968-), autrice sénégalaise
- Yves Hemedinger (1965-), homme politique français
- Christine Loudes (1972-2016), militante des droits des femmes
- Els Van Hoof (1960-), femme politique belge

## Sources
1. ↑  Décret n° 2008-787 du 18 août 2008 portant création de l'université de Strasbourg
2. ↑  « https://iidh.org/disparition-du-president-jean-waline/ »
3. ↑  Jérôme Fenoglio, Le Monde (journal quotidien), Société éditrice du Monde, Paris, consulté le 23 avril 2024.
4. ↑  « https://www.alsace-histoire.org/netdba/kovar-robert/ »
5. ↑  Jérôme Fenoglio, Le Monde (journal quotidien), Société éditrice du Monde, Paris, consulté le 23 avril 2024.
6. ↑  « https://www.aefinfo.fr/depeche/227966-universite-de-strasbourg-christian-mestre-nouveau-doyen-de-la-faculte-de-droit »
7. ↑  « https://www.aefinfo.fr/depeche/425792-florence-benoit-rohmer-elue-presidente-de-luniversite-strasbourg-iii »
8. ↑  Jean-Richard Cytemann, Repères et références statistiques sur les enseignements, la formation et la recherche, édition 2001, Imprimerie nationale, p. 161,  (ISBN 2-11-092136-6), consulté sur www.education.gouv.fr le 10 août 2010
9. ↑  Jean-Richard Cytemann, Repères et références statistiques sur les enseignements, la formation et la recherche, édition 2002, Imprimerie nationale, p. 159,  (ISBN 2-11-092152-8), consulté sur www.education.gouv.fr le 10 août 2010
10. ↑  Claudine Peretti, Repères et références statistiques sur les enseignements, la formation et la recherche, édition 2003, Imprimerie nationale, p. 155,  (ISBN 2-11-093455-7), consulté sur www.education.gouv.fr le 10 août 2010
11. ↑  Claudine Peretti, Repères et références statistiques sur les enseignements, la formation et la recherche, édition 2004, Imprimerie nationale, p. 159,  (ISBN 2-11-094345-9), consulté sur www.education.gouv.fr le 10 août 2010
12. ↑  Claudine Peretti, Repères et références statistiques sur les enseignements, la formation et la recherche, édition 2005, Imprimerie nationale, p. 175,  (ISBN 2-11-095390 X), consulté sur www.education.gouv.fr le 10 août 2010
13. ↑  Repères et références statistiques sur les enseignements, la formation et la recherche, édition 2006, Imprimerie nationale, p. 179, consulté sur www.education.gouv.fr le 10 août 2010
14. ↑  Repères et références statistiques sur les enseignements, la formation et la recherche, édition 2007, Imprimerie nationale, p. 181, consulté sur www.education.gouv.fr le 10 août 2010
15. ↑  Repères et références statistiques sur les enseignements, la formation et la recherche, édition 2008, Imprimerie nationale, p. 173, consulté sur www.education.gouv.fr le 10 août 2010